# Pidjon ha-ben (seria monet)
Seria Pidjon ha-ben (heb. פִּדְיוֹן הַבֵּן, ang. Pidyon Haben) – obejmuje srebrne monety kolekcjonerskie emitowane przez Bank Izraela w latach 1970–1977. Miały one status legalnego środka płatniczego, a dystrybuowane są przez Israel Coins and Medals Corporation (ICMC).

## Pidjon ha-ben
Seria monet nawiązuje do jednej z 613 micw opartych na Torze, która w języku hebrajskim nazywa się pidjon ha-ben, czyli wykupienie syna. W Księdze Liczb zapisane jest:

Wszystkie pierwociny łona matki, które oddają Panu ze wszystkiego ciała, począwszy od ludzi aż do bydła, będzie twoje; ludzi pierworodnych każesz wykupić, jak również wszystko pierworodne zwierząt nieczystych. Wykupu dokona się w miesiąc po urodzeniu za cenę pięciu syklów srebra według wagi przybytku; sykl po dwadzieścia ger.

Zgodnie z żydowską tradycją pierworodny syn miał być przeznaczony do pomocy kapłanom. Aby nie musieć oddawać syna do służby w Świątyni Jerozolimskiej, ojciec nowonarodzonego syna musiał wykupić go od kapłana 30 dni po narodzinach płacąc pięć szekli z najczystszego srebra. Opinie rabinów nie są jednak zgodne co do tego, ile srebra jest wymagane, aby wykupienie było prawomocne. Uważa się, że w starożytności monety takie musiały zawierać więcej srebra niż te, używane w codziennym obrocie. Współcześnie ilość ta waha się pomiędzy 100 g a 117 g srebra. Każda moneta wyemitowana przez Bank Izraela w latach 1970–1975 i w 1977 zawierała 23,4 g srebra, czyli pięć monet dawało dokładnie 117 g srebra. Moneta z 1976 roku ma 24 g srebra, a pięć takich monet do 120 g srebra.

## Lista monet w serii
Monety emitowane w latach 1970–1972 mają w polu rewersu stylizowane tablice przymierza oraz cytat z Księgi Wyjścia: „pierworodnego zaś osła wykupisz głową owcy, a jeślibyś nie wykupił, złamiesz mu kark. Wykupisz też pierworodnego syna swego, i nie wolno się ukazać przede Mną z pustymi rękami” (Wj 34:20). Z lewej i prawej strony tablic znajdują się romby. Pod spodem w legendzie widnieje napis „מטבע פדיון הבן”, czyli moneta wykupienia syna. Monety lustrzane były sygnowane literą מ (te z lat 1970–1791 były wybijane w San Francisco), natomiast te, bite stemplem zwykłym, były sygnowane gwiazdą Dawida (Drukarnia Rządowa z Jerozolimy).
Monety emitowane w latach 1973-1975 mają zmieniony rewers. Po lewej stronie znajduje się wgłębienie w kształcie elipisy z tym samym cytatem z Księgi Wyjścia, który jest na monetach z lat 1970-1972, przy czym otoczono go pięcioma wizerunkami szekli, które były wybijane w Jerozolimie w okresie wojny żydowskiej (66–73 n.e.). Po prawej stronie rewersu na obrzeżu widnieje napis „מטבע פדיון הבן”. Monety lustrzane były sygnowane literą מ, a zwykłe gwiazdą Dawida. Monety z tych lat były wybijane przez Mennicę Rządową w Jerozolimie.
Monety emitowane w latach 1976–1977 mają w środku pola rewersu pięcioramienną gwiazdę, wokół której widnieje pięć kwiatów granatu. Na górze napis „מטבע פדיון הבן”, a u dołu cytat z Księgi Liczb: „wykupu dokona się w miesiąc po urodzeniu za cenę pięciu syklów srebra według wagi przybytku; sykl po dwadzieścia ger” (Lb 18:16). Moneta z roku 1976 ma zwiększoną średnicę do 40 mm i masę do 30 g, a wykonana jest ze srebra o próbie 800. Moneta z 1977 roku ma te same wymiary, wagę i próbę, co monety z lat 1970–1975. Monety lustrzane były sygnowane literą מ, a zwykłe gwiazdą Dawida. Wszystkie były wybijane w Jerozolimie.
Mennice: Drukarnia Rządowa – Jerozolima; Mennica Stanów Zjednoczonych – San Francisco.
| Moneta        | Rok emisji | Nominał | Stop   | Średnica (mm) | Masa (g) | Rant      | Znak mennicy | Mennica                      | Nakład  | Nr Krause | Wizerunek      |
| ------------- | ---------- | ------- | ------ | ------------- | -------- | --------- | ------------ | ---------------------------- | ------- | --------- | -------------- |
| Pidjon ha-Ben | 1970       | 10 ILP  | Ag 900 | 37            | 26       | gładki    | ✡            | Drukarnia Rządowa            | 48 848  | KM# 56.1  | Awers i rewers |
| Pidjon ha-Ben | 1970       | 10 ILP  | Ag 900 | 37            | 26       | ząbkowany | מ            | Mennica Stanów Zjednoczonych | 14 719  | KM# 56.2  | Awers i rewers |
| Pidjon ha-Ben | 1971       | 10 ILP  | Ag 900 | 37            | 26       | gładki    | ✡            | Drukarnia Rządowa            | 30 144  | KM# 57.1  | Awers i rewers |
| Pidjon ha-Ben | 1971       | 10 ILP  | Ag 900 | 37            | 26       | ząbkowany | מ            | Mennica Stanów Zjednoczonych | 13 897  | KM# 57.2  | Awers i rewers |
| Pidjon ha-Ben | 1972       | 10 ILP  | Ag 900 | 37            | 26       | gładki    | ✡            | Drukarnia Rządowa            | 29 744  | KM# 61.1  | AwersRewers    |
| Pidjon ha-Ben | 1972       | 10 ILP  | Ag 900 | 37            | 26       | gładki    | bez znaku    | Drukarnia Rządowa            | 14 944  | KM# 61.1  | brak zdjęć     |
| Pidjon ha-Ben | 1972       | 10 ILP  | Ag 900 | 37            | 26       | ząbkowany | מ            | Drukarnia Rządowa            | 12 443  | KM# 61.2  | AwersRewers    |
| Pidjon ha-Ben | 1973       | 10 ILP  | Ag 900 | 37            | 26       | gładki    | ✡            | Drukarnia Rządowa            | 100 676 | KM# 70.1  | Awers i rewers |
| Pidjon ha-Ben | 1973       | 10 ILP  | Ag 900 | 37            | 26       | ząbkowany | מ            | Drukarnia Rządowa            | 14 837  | KM# 70.2  | AwersRewers    |
| Pidjon ha-Ben | 1974       | 10 ILP  | Ag 900 | 37            | 26       | gładki    | ✡            | Drukarnia Rządowa            | 108 547 | KM# 76.1  | AwersRewers    |
| Pidjon ha-Ben | 1974       | 10 ILP  | Ag 900 | 37            | 26       | zabkowany | מ            | Drukarnia Rządowa            | 44 348  | KM# 76.2  | AwersRewers    |
| Pidjon ha-Ben | 1975       | 25 ILP  | Ag 900 | 37            | 26       | gładki    | ✡            | Drukarnia Rządowa            | 62 187  | KM# 80.1  | Awers i rewers |
| Pidjon ha-Ben | 1975       | 25 ILP  | Ag 900 | 37            | 26       | zabkowany | מ            | Drukarnia Rządowa            | 49 192  | KM# 80.2  | AwersRewers    |
| Pidjon ha-Ben | 1976       | 25 ILP  | Ag 800 | 40            | 30       | gładki    | ✡            | Drukarnia Rządowa            | 37 345  | KM# 86.1  | AwersRewers    |
| Pidjon ha-Ben | 1976       | 25 ILP  | Ag 800 | 40            | 30       | zabkowany | מ            | Drukarnia Rządowa            | 29 430  | KM# 86.2  | AwersRewers    |
| Pidjon ha-Ben | 1977       | 25 ILP  | Ag 900 | 37            | 26       | gładki    | ✡            | Drukarnia Rządowa            | 32 089  | KM# 89.1  | AwersRewers    |
| Pidjon ha-Ben | 1977       | 25 ILP  | Ag 900 | 37            | 26       | zabkowany | מ            | Drukarnia Rządowa            | 18 541  | KM# 89.2  | AwersRewers    |